# Yann Lambiel
Pour les articles homonymes, voir Lambiel.
 (octobre 2007).
Si vous disposez d'ouvrages ou d'articles de référence ou si vous connaissez des sites web de qualité traitant du thème abordé ici, merci de compléter l'article en donnant les références utiles à sa vérifiabilité et en les liant à la section « Notes et références ».
Yann Lambiel, né le 15 mars 1973 à Saxon (canton du Valais), est un humoriste et imitateur suisse romand.

## Biographie
À 16 ans, il forme un groupe de bal dans lequel il chante et est batteur. En 1994, il remporte le concours de « La médaille d'or de la chanson » à Saignelégier.
1997 est l'année d'un tournant majeur dans son cheminement professionnel et artistique, il décide en effet d'abandonner son activité d'installateur sanitaire et de chanteur pour se consacrer au métier de saltimbanque et présente en Suisse romande un spectacle d'imitation écrit avec Sandrine Viglino. De 1997 à 1999, il participe à plusieurs concours : Morges sous-rires, festival du rire de Montreux, Graine de Stars.
À partir de janvier 2000, il participe à l'émission dominicale satirique de la Radio Suisse Romande La soupe est pleine (puis La soupe), présentée par Ivan Frésard puis par Florence Farion après l'éviction du premier. Il s'essaie alors à l'imitation de personnalités suisses connues du grand public tels que Pascal Couchepin, Adolf Ogi ou Daniel Brélaz. Il participe à l'émission jusqu'en juin 2012. Il participe également dès le 13 septembre 2009 à l'émission Les Bouffons de la Confédération, diffusée sur la Télé et Léman Bleu tous les dimanches.
En septembre 2005, avec la complicité de Laurent Flutsch, Thierry Meury, Michèle Durand-Vallade et Christophe Mattey, il participe vocalement à une nouvelle rubrique du magazine Mise au point sur la télévision suisse romande, rubrique intitulée « Comme leurs pieds ». D'une durée d'une minute trente environ, elle fait vivre les séances du Conseil fédéral du point de vue d’un cabot se trouvant sous la table de réunion et qui, s'il peut entendre les conversations, ne peut voir que les pieds des sept conseillers fédéraux.
À partir d'avril 2016, il intègre l'équipe de la matinale de la radio LFM. En compagnie de Philippe Morax et Simone Honegger il présente « L'info trafiquée » une chronique satirique d'imitations de 7 minutes tous les matins à 7 h 50.
Au mois de mars 2020, pendant le confinement consécutif à l'épidémie de Covid-19, il enregistre une parodie de la chanson de Claude François Viens à la maison qui devient Reste à la maison. Ce pastiche devient vite célèbre et est même diffusé par les haut-parleurs des voitures de police belges pour inciter les Bruxellois à rester confinés à leur domicile[réf. nécessaire].
Avec la société « Mediaprofil » il crée en 2020 une nouvelle émission, « La voix est libre », dans laquelle il emmène une personnalité toute une journée pour lui faire des surprises et rencontrer d'autres personnalités. La première émission est diffusée le 27 décembre et a pour invité principal le tennisman Stan Wawrinka.

## Spectacles
- 2001 : participation de décembre à janvier à « La Revue de Cuche et Barbezat » dans le canton de Neuchâtel.
- 2002 : se produit en mai à Paris au café-théâtre des « Deux Ânes ».
- 2004 : Délits de Suisse, one-man-show présenté en mars 2004, coécrit avec Thierry Meury, Laurent Flutsch et Pierre Naftule et mis en scène par Jean-Luc Barbezat et Pierre Naftule. Ce spectacle est créé au « Hameaux z'arts » à Payerne et commence au théâtre « Les Salons » à Genève. Pendant toute l'année 2004, il sillonne la Suisse romande avec ce spectacle.
- 2005 : participation en décembre à « La Revue de Cuche et Barbezat » à Neuchâtel.
- 2006 : participation du 10 au 27 février 2006 à « Sion 2006 quand-même », une grande fête valaisanne sur le thème des Jeux olympiques, qui se joue à guichet fermé devant plus de 15 000 personnes[réf. nécessaire] avec Lolita Morena, Zoé, Cuche & Barbezat, Sandrine Viglino, Karim Slama et Frédéric Recrosio.
- 2007 : participation le 1er avril 2007 à la soirée « Paris fait sa comédie avec le Festival du rire de Montreux » à l'Olympia de Paris
- 2007 : présentation en décembre de « Yann Lambiel » fait son cabaret lors d'une soirée du festival du rire de Montreux.
- 2008 : Martignix, du 15 août au 8 septembre, une bande dessinée grandeur nature dans les arènes de Martigny. Coécrit par Alexis Giroud, et mis en scène par Jean-Luc Barbezat, ce spectacle en costumes composé d'une troupe d'une quinzaine de comédiens amateurs et de 50 figurants attire plus de 17 000 personnes[réf. nécessaire].
- 2009 : enregistrement le 13 juin 2009 du DVD du spectacle Patinage satirique au théâtre de Beausobre à Morges.
- 2010 : Aux Suivants, première le 25 avril. Entouré de 4 musiciens, il enchaîne 2 h de spectacle sur la politique et l'actualité Suisse et termine avec les 100 ans de la chanson où il enchaîne les 78 chanteurs de son medley. Ce spectacle sera vu par 65 000 spectateurs en Suisse romande et fera halte sous le chapiteau du Paléo festival de Nyon devant 10 000 spectateurs[réf. nécessaire].
- 2011 : il coécrit et est le codirecteur artistique de « La Revue » à la fin de l'année. Avec ses collègues, Cuche et Barbezat - Frederic Recrosio - Sandrine Viglino - Jean-Louis Droz - Karim Slama - Alain Roche.
- 2012 : « Zapping », spectacle intimiste A Capella dans lequel il revisite les 50 dernières années politique, cinématographique, télévisuel et musicale.
- 2012 : participation au festival « Grand rire » de Québec. Il y apparaît dans deux galas en compagnie d’Anthony Kavanagh, Pascal Légitimus et d'autres artistes québécois.
- 2012 : « Les 4 sans voix », spectacle international avec trois autres imitateurs. Laurent Chandemerle pour la France, Fabian Le Castel pour la Belgique et Steeve Diamond pour le Québec
- 2013 : réactualisation au printemps du « Zapping » pour en faire le spectacle de ses 40 ans.
- 2013 : participation en juin, pour la seconde fois, au « Grand rire » de Québec en proposant cette fois-ci un spectacle écrit POUR les Québécois en collaboration avec Sylvain Larocque. Il se produit au Cabaret du Capitole de Québec six fois durant le festival.
- 2015 : « Get Up! », sous un chapiteau qu'il monte dans 7 villes de Suisse romande. Il y propose un show à l'américaine composé de 4 scènes. Dans la première, il présente un YannPhone géant avec toutes ses applications. Dans la deuxième, il propose une scène centrale tournante et intimiste avec le public à 360°. La troisième fait place à une pièce de boulevard et dans la quatrième, avec un concert et solo de batterie. Le public debout se déplace chaque 20 minutes. Il attirera plus de 40 000 spectateurs[réf. nécessaire].
- 2016 : année de ses 20 ans de scène, durant laquelle il propose les meilleurs moments de sa carrière avec en conclusion un direct sur la RTS le 31 décembre avec Christian Constantin, Henri Dès, Amandine..
- 2017-2019 : Nous, créé avec Marc Donnet-Monay, mise en scène par Jean-Luc Barbezat. Prix Suisse de l’Humour SSA en 2018[réf. nécessaire]. Le spectacle tourne jusqu’en juin 2019.
- 2020 : Multiple, 10e one man show, accompagné d'un guitariste qui produit toutes les musiques du spectacle avec un looper. Il y intègre de nouvelles voix comme Alexandre Jolien, Guy Parmelin, Alain Berset ou Ignacio Cassis.
- 2024-2025 : Connecté. Écrit pour être joué dans une salle démontable[2], un cube noir dont les cloisons sont recouvertes d'écrans LEDS[3], ce 11e spectacle est le premier où l'humoriste parle de lui. Grâce à un prototype de « puce permettant de lire les pensées et de les visualiser sur les écrans », le spectateur assiste, à 360°, à « une plongée dans le cerveau de Yann Lambiel, entre ses rêves, son imagination et ses émotions »[2].

## Prix
- 1994 : Médaille d'or de la chanson
- 2009 : Prix suisse de la scène (de)
- 2011 : Prix de la Société suisse des auteurs, catégorie humour pour « Aux Suivants »
- 2015 : Prix Rünzi
- 2016 : Prix de la Société suisse des auteurs, catégorie humour pour « Get Up »
- 2018 : Prix de la Société suisse des auteurs, catégorie humour pour « NOUS » avec Marc Donnet-Monay
- 2020 : Distinction culturelle de la ville de Morges